# Thiên Tây
Thiên Tây (chữ Hán giản thể: 迁西县) là một huyện thuộc địa cấp thị Đường Sơn, tỉnh Hà Bắc, Cộng hòa Nhân dân Trung Hoa. Huyện này có diện tích 1439 ki-lô-mét vuông, dân số năm 1999 là 351.813 người.. Mã số bưu chính của huyện Thiên Tây là
064300. Huyện này được chia thành 8 trấn và 9 hương.
- Trấn: Hưng Thành, Tam Đồn, Sái Hà Kiều, Kim Hán Dục, Thái Bình Trại, La Gia Đồn, Đông Hoang Dục, Tân Tập.
- Hương: Bạch Miếu Tử, Loan Dương, Hán Nhi Trang, Thượng Doanh, Ngư Hộ Trại, Cựu Thành, Duẫn Trang, Đông Liên Hoa Viện, Tân Trang Tử.